# Gesja Meerovna Gel'fman
Gesja Meerovna Gel'fman (in russo Геся Мееровна Гельфман?; in bielorusso Ге́ся Меераўна Ге́льфман?, Gésja Meeraŭna Gél'fman; in yiddish העסיע העלפֿמאַן‎?; Mazyr, 1855 – San Pietroburgo, 13 febbraio 1882) è stata una rivoluzionaria russa, agente del Comitato esecutivo di Narodnaja volja e tra gli imputati al processo per l'assassinio di Alessandro II. Sfuggita al patibolo perché in stato interessante, morì per le conseguenze del parto.

## Biografia
(Stepniak-S. M. Kravčinskij, La Russia sotterranea, Milano, 1896, pp. 107-108)

### Il peso della tradizione nella formazione
Non si sa quando di preciso sia nata Gesja Meerovna Gel'fman. Stando alla deposizione da lei resa dopo l'arresto, il 15 marzo 1881, aveva ventisei anni, ma diversi storici sono propensi a retrodatare la nascita dal 1855 al 1852 o 1853. Ebbe i natali nella cittadina dell'allora Russia imperiale di Mozyr' (Mazyr in bielorusso), in una famiglia benestante di ebrei ortodossi. Il padre commerciava in legname e la madre, che morì giovane lasciando i figli in tenera età (pare che fossero cinque femmine), era proprietaria di una bottega manifatturiera. Rimasto vedovo, Meer Gel'fman si risposò con una donna che non seppe amare le bambine del coniuge, e specialmente Gesja. Ciò, unito al gretto moralismo patriarcale di matrice religiosa, impedì alla ragazza di avere un'infanzia e un'adolescenza serene.

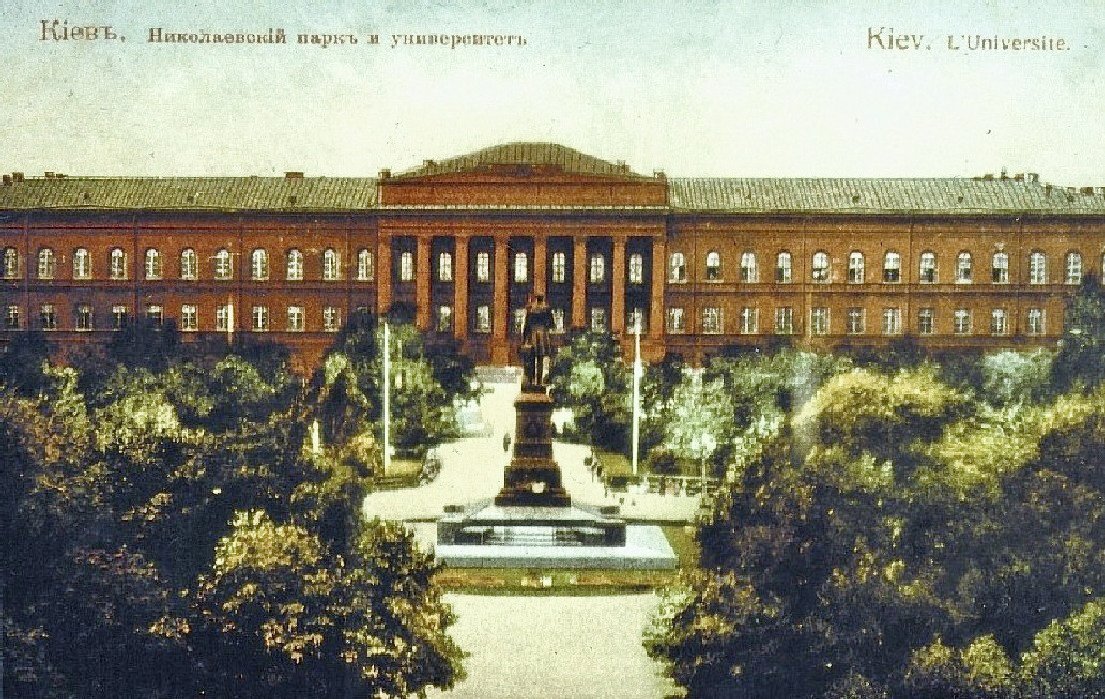
L'Università San Vladimir di Kiev ai primi del '900

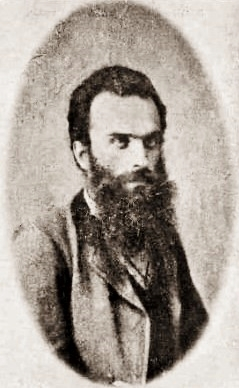
Nikolaj Kolodkevič

Verso i quindici anni (se si colloca la nascita nel 1855), Gesja visse a Berdičev da alcuni parenti, e per quattro mesi a Kiev, dove apprese l'arte del cucito e strinse qualche relazione che molto presto gli sarebbe stata utile, quindi il padre la richiamò a Mozyr' per informarla che in tempi brevi si sarebbe maritata. Il prescelto era un giovane che Gesja quasi non conosceva, un boscaiolo, figlio di un amico del padre, circondato da grande considerazione nella comunità per essere un esegeta e commentatore del Talmud. Disperata all'idea di doversi legare a un uomo che le veniva imposto, Gesja, poco prima delle nozze, fuggì da casa e si rifugiò a Kiev.
Grazie alle sue recenti amicizie, trovò lavorò in una sartoria e pensò di mettere a profitto la libertà appena conquistata per affinare la propria istruzione. In famiglia, infatti, non si dava alcuna importanza all'educazione femminile, tanto che prima del viaggio a Berdičev non conosceva neppure la lingua russa. Soffrendo la fame, ma riuscendo a mantenersi con il suo impiego malpagato, Gesja superò l'esame per accedere al corso di ostetricia presso l'Università Imperiale San Vladimir di Kiev, e nel 1875 completò con successo il ciclo di studi.
Una delle letture che più contribuì alla sua educazione, e a quella di molta parte della gioventù progressista del tempo, fu il «Che fare?» di Černyševskij. Nel suo caso era anche prevedibile che il romanzo, incentrato sul rapporto paritario dei due sessi e sull'emancipazione della donna, quale necessario presupposto di una società moderna, avesse così tanta presa. E del resto anche la caratterizzazione della protagonista, Vera Pavlovna, che organizza una sartoria su base cooperativistica per introdurre nella realtà socio-economica una concezione etica del lavoro, non poteva che ispirare in Gesja, per la quale il cucito aveva rappresentato il mezzo della propria autonomia, un desiderio di emulazione. Quindi, anima e corpo, si diede alla creazione di una bottega per sarte che riuscì, tra ostacoli di ogni genere, a migliorare in qualche modo la situazione di giovani lavoratrici senza speranza. Sotto il profilo economico il guadagno era scarso, ma Gesja, appagata dalla soddisfazione morale, non temeva le ristrettezze della vita quotidiana.

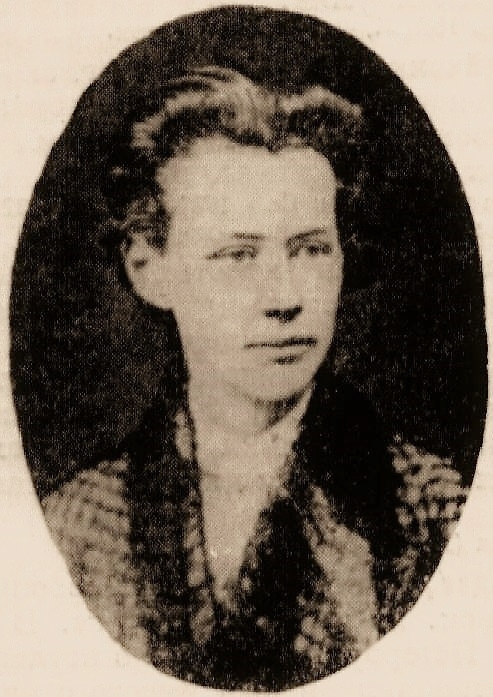
Aleksandra Chorževskaja

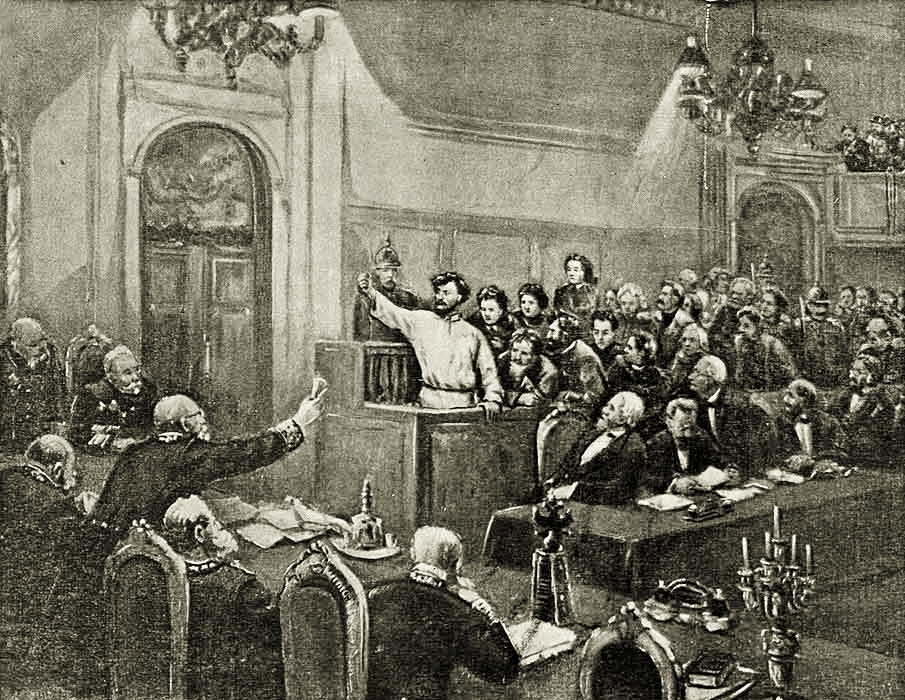
Pëtr Alekseev pronuncia il suo discorso

Nella primavera del 1875, divenne più assidua la sua frequentazione del mondo rivoluzionario. A quel tempo risale l'incontro con Lev Dejč, Vladimir Debogorij-Mokrievič (1848-1926), Nikolaj Kolodkevič (1849-1884), suo futuro marito, e con un gruppetto di propagandiste — Aleksandra Chorževskaja (1853-1887), Ekaterina Tumarova (1855- dopo 1930) e altre — che avevano studiato a Zurigo, membri della moscovita «Organizzazione socialrivoluzionaria panrussa», venute a Kiev per fare agitazione tra gli operai. Era questo un tentativo di penetrazione nelle fabbriche che proseguiva l'azione iniziata dai čajkovcy nel 1872-1873, e anticipava il similare progetto avviato da «Zemlja i Volja» nel 1878-1879. La Gel'fman fu attirata nel circolo populista da queste attiviste, sebbene il suo ruolo principale consistesse nel prestare il proprio recapito per la corrispondenza e nel fare del suo appartamento un luogo d'incontro e di propaganda. Ma Gesja ebbe anche l'opportunità di diffondere il credo socialista nei laboratori artigianali del quartiere centrale Pečerskij di Kiev, sulla riva sinistra del Dnepr. Ed ecco che, mentre si accingeva ad «andare nel popolo», il 21 settembre del 1875, veniva arrestata con la Chorževskaja e trasferita a San Pietroburgo, nella «Casa di detenzione preventiva», dove in attesa del processo restò reclusa per un anno e mezzo.
Davanti a una rappresentanza speciale del Senato, dal 5 al 26 marzo del 1877 si celebrò il processo detto «dei 50», dal numero degli incriminati, o «dei moscoviti», a intendere l'Organizzazione socialrivoluzionaria panrussa che era sotto accusa, ma il cui nome ufficiale era «Processo a carico di svariate persone accusate di crimini contro lo Stato per aver costituito una società illegale e diffuso letteratura delittuosa». All'evento, dalla vasta risonanza non solo in Russia, soprattutto per la presenza di una nutrita compagine di giovani donne nelle file degli imputati, assistette Aleksandr Michajlov, allora uno dei massimi dirigenti di «Zemlja i Volja», che nel 1882 di fronte ai suoi giudici, così dirà al riguardo: «Vi comparirono delle persone che si possono paragonare ai primi martiri cristiani. Erano propagandisti del puro socialismo, predicatori dell'amore, dell'eguaglianza e della fratellanza, principî fondamentali della Comune cristiana. Ma il governo non risparmiò neanche loro».
Il processo, che si concluse con la condanna di tutti gli imputati ai lavori forzati e all'esilio, tranne sette pene a meno di un anno di carcere e tre assoluzioni, fu memorabile per i discorsi fatti dall'operaio tessile Pëtr Alekseev (1849-1891) e da Sof'ja Bardina, l'uno improntato a una forte denuncia delle condizioni di sfruttamento economico e di ignoranza in cui i lavoratori conducevano le loro povere esistenze, l'altro teso a comunicare lo slancio umanitario che aveva chiamato i propagandisti al sacrificio di sé, nel nome dell'ideale sociale che non riconosce ai pochi il diritto di escludere i molti dal godimento dei beni.
Gesja Gel'fman fu condannata a due anni di lavori forzati da servire nel Castello Litovskij di San Pietroburgo.

### La Fortezza lituana e la successiva attività rivoluzionaria in Narodnaja volja

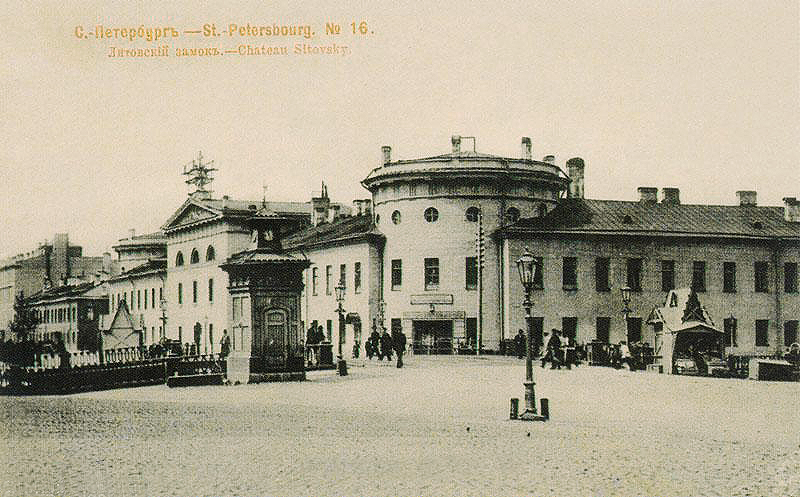
Il Castello Litovskij

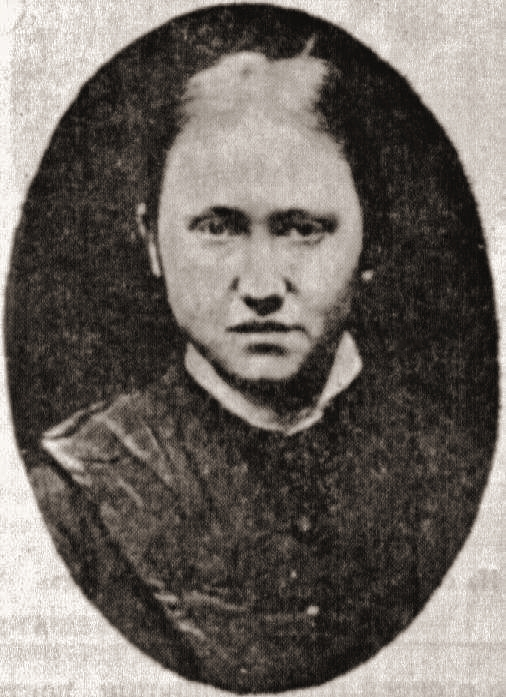
Anna Toporkova

In questo penitenziario, la Gel'fman fu rinchiusa nell'ala riservata ai prigionieri appartenenti alle classi non privilegiate, mentre le altre donne condannate al suo processo e recluse al Litovskij, in quanto rappresentanti dei ceti sociali superiori, si trovavano in un settore separato. Sue compagne di lavoro erano criminali comuni, generalmente ree di accattonaggio, prostituzione e vagabondaggio. A Gesja, subito circondata, e dalle autorità carcerarie e dalle altre detenute, da un'aperta intolleranza per essere un'ebrea implicata in un affare politico, furono affidati i lavori più degradanti e faticosi. Oltre a tutto ciò, il pessimo cibo le procurò una gastrite cronica. Certi amici, per alleviare il malessere che ella curava mangiando poco, le portavano tè e zucchero, alimenti non vietati dal rigido regolamento della prigione, ma l'invidia delle altre recluse le consigliò molto spesso di privarsene a loro beneficio.
Tuttavia due provvidenziali avvenimenti, accorsi a breve distanza di tempo, migliorarono sensibilmente la sua situazione. Dapprima fu trasferita al Litovskij Anna Toporkova, una delle donne giudicate al processo dei 50, che essendo di origine popolare condivise con la Gel'fman il medesimo corridoio della casa penale. E in seguito, in occasione della visita alla prigione di un comitato femminile, una signora di alto rango si soffermò a parlare con Gesja e decise di divenirne la paladina, con il risultato che, di colpo, l'atteggiamento di ostilità nei suoi confronti si stemperò. La Gel'fman fu allora alloggiata nella cella della Toporkova e poi entrambe, a causa dei comuni problemi intestinali, furono tradotte nell'infermeria del carcere, dove il lavoro coatto consisté nel ricamare tappeti e nel cucire le giubbe di lino per le truppe di stanza in Bulgaria. L'omicidio del capo della gendarmeria, generale Mezencov (1827-1878), per mano di Kravčinskij il 16 agosto 1878, volse nuovamente al peggio la vita carceraria di Gesja — come di tutti i prigionieri politici. La sua protettrice si fece da parte e ricominciarono le angherie. Ma la conseguenza più grave fu che, allo scadere dei tempi di carcerazione, il 26 marzo 1879, Gesja, invece di essere liberata, fu deportata sotto sorveglianza a Staraja Russa.
Non fu facile per Gesja vivere con i sei rubli elargiti mensilmente dallo stato, né poteva fare altrimenti. Gli agenti di custodia e le autorità locali, infatti, le resero impossibile integrare con qualche lavoretto quel magro reddito. Ancora una volta però la sua grande semplicità e la rara modestia le conquistarono l'interessamento di una giovane donna del posto che, impressionata dall'ingiusta e insostenibile situazione in cui si trovava, pur non facendo parte del movimento rivoluzionario, volle aiutarla, e le diede un po' di denaro e un passaporto per uso temporaneo. Una sera di ottobre, Gesja lasciò una lampada accesa nella sua stanza per far credere ai suoi guardiani che fosse in casa e, non vista, si diresse alla stazione. A novembre era a San Pietroburgo.
Giunta nella capitale, la Gel'fman si diede alla ricerca dei suoi vecchi amici di Kiev. Ritrovò Nikolaj Kolodkevič che divenne il suo compagno e che, in quanto membro fondatore di Narodnaja volja e componente del suo Comitato esecutivo, verosimilmente, garantì per lei e ne favorì l'ingresso nel partito come agente di secondo grado. I due non vivranno mai nello stesso appartamento per svolgere al meglio i rispettivi incarichi, ed è anche probabile che pochi sapessero del loro legame.

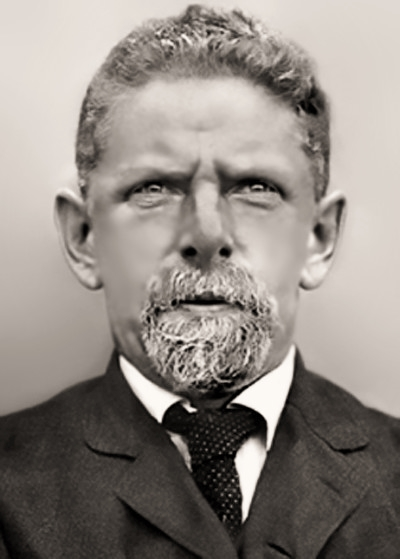
Vladimir Iochel'son

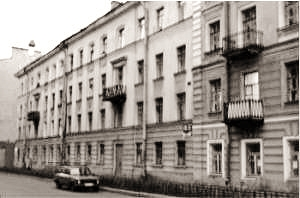
L'edificio № 5 in via Teležnaja

In Narodnaja volja, Gesja si occupò di portare la propaganda tra gli operai e fu la padrona di tre case sicure. Questo ruolo le era particolarmente congeniale ed ella seppe interpretarlo con intelligenza, accortezza e presenza di spirito, riuscendo a stabilire la necessaria armonia con il marito fittizio di turno e cordiali rapporti con i sospettosi portieri, occhi e orecchie della gendarmeria.
Dal dicembre 1879 all'aprile del 1880, la Gel'fman gestì l'appartamento in via Gorochovaja accanto a Vladimir Iochel'son (1855-1937). Era la base addetta a mantenere i contatti con la tipografia e il laboratorio di dinamite, quella che ospitò per qualche giorno Kibal'čič di ritorno da Odessa nel dicembre del 1879, e nella quale i narodovol'cy celebrarono l'arrivo del nuovo anno, il 1880, un momento ricordato con affetto decenni dopo nelle memorie dei pochi superstiti. Nell'autunno del 1880, Gesja si stabilì al № 27 del vicolo Troickij come moglie di Andrej Ivanovič Nikolaev, falsa identità di Makar Tetërka (1853-1883). In questo appartamento, che era stato precedentemente un'officina di dinamite, furono stampati il primo numero della «Rabočaja gazeta» (la Gazzetta operaia) e il Programma degli operai membri del partito «narodnaja volja». La Gel'fman distribuì il giornale operaio in fabbriche, opifici e domicilî privati.. A tal proposito, in relazione al lavoro di smistamento della stampa clandestina svolto da Gesja, Kravčinskij scrive che «le sue tasche e la grande borsa di cuoio nero, dalla quale non si separava mai, erano sempre piene di proclami del Comitato, di copie della Narodnaja volja», ecc., che ella «gettava in diverse buche delle lettere», per poi tornare «a casa sfinita e strema di forze dopo aver girato la capitale per quattordici ore». Nell'interesse del partito ella assolse diverse di queste incombenze, apparentemente minori ma indispensabili, e di Narodnaja volja fu l'instancabile «fattorino, messaggero, sentinella».
Il 7 febbraio 1881, Nikolaj Kolodkevič fu arrestato nell'appartamento di Aleksandr Barannikov, caduto il giorno innanzi. La notizia della cattura dell'uomo che le era oltre che sposo, mentore e amico, addolorò Gesja e la colse proprio mentre aveva assunto «l'incarico terribile» di essere la padrona di casa dell'appartamento nell'edificio № 5 sulla via Teležnaja, destinato ad essere luogo di transito della dinamite di Kibal'čič e punto di raccolta dei quattro lanciatori, arruolati per compiere quello che si sarebbe rivelato l'attentato decisivo contro lo zar. Qui Gesja visse, con il nome di Elena Grigor'evna Fesenko-Navrockij, come moglie di Nikolaj Sablin (1849-1881).
Il 13 marzo, Alessandro II fu giustiziato dalla bomba di Ignatij Grinevickij che uccideva anche lui. L'arresto di Rysakov (1861-1881), autore del primo lancio, portò alla cattura di tutti gli altri congiurati, a cominciare proprio da Gesja Gel'fman, alla cui porta la polizia bussò già il giorno 15. Poiché nessuno rispondeva, fu disposto di sfondare la porta a colpi d'ascia e a quel punto furono udite sei revolverate, una delle quali centrò l'uscio. Entrando nell'appartamento, i gendarmi videro un uomo di media statura vestito alla russa, con una camicia di cotone rossa, stivali e un paio di pantaloni grigi, disteso a terra senza vita, suicida, e una donna in piedi accanto a lui. Così moriva Sablin e la Gel'fman veniva condotta al bastione Trubechoj della fortezza Pietro e Paolo, dove restò fino al 5 aprile quando fu trasferita, in attesa dell'imminente processo, alla Casa di detenzione preventiva.

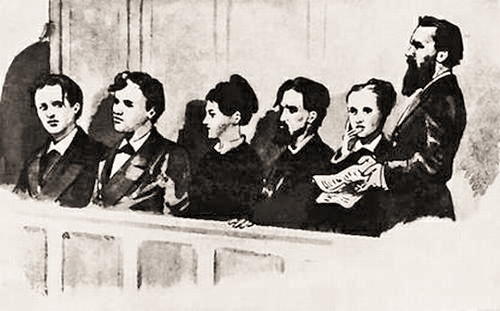
Gli imputati ritratti da un illustratore della polizia. Da sinistra a destra: N. Rysakov, T. Michajlov, G. Gel'fman, N. Kibal'čič, S. Perovskaja, e A. Željabov

Dopo la conclusione del processo, il 10 aprile, Gesja inviò per conto del suo avvocato, Avgust Antonovič Gerke (1841-1902), un appello al direttore del Dipartimento della polizia segreta, il barone Ivan Velio (1830-1899), nel quale chiedeva le fosse concesso «prima di morire» di rivedere «il nobile Nikolaj Nikolaevič Kolodkevič, prigioniero nella fortezza di San Pietroburgo». Un'analoga richiesta fu inoltrata al procuratore della Corte di Giustizia di San Pietroburgo, Pleve. Entrambi risposero che il regolamento non consentiva incontri tra due criminali di stato.
L'11 aprile, gli imputati furono riconvocati in aula per la lettura della sentenza. Tutti, senza eccezione, furono condannati a morte. L'esecuzione era fissata al 15 aprile. Gesja, che non aveva voluto rivelare prima di essere incinta da quattro mesi, per non dare l'impressione d'implorare la pietà della corte, ruppe ogni indugio e confidò il suo segreto a Kibal'čič, che le sedeva accanto e conosceva dal 1879. Kibal'čič guardò Gesja, le strinse la mano e riferì la notizia al suo difensore, Vladimir Gerard, il quale si affrettò ad informare l'avvocato della Gel'fman. La sera stessa fu presentata da Gerke una dichiarazione nella quale Gesja Gel'fman annunciava la propria gravidanza. Il giorno successivo fu visitata da un medico — presenti il sindaco di San Pietroburgo, Baranov (1837-1901), e funzionari della pubblica accusa — che accertò la gravidanza. Il 13 aprile la rappresentanza speciale del senato decretò il rinvio della condanna a morte fino al quarantesimo giorno dalla nascita del bambino.
Il 5 maggio, Gesja Gel'fman lasciava la Casa di detenzione preventiva e tornava al bastione Trubeckoj.

### La solidarietà internazionale e la morte
Cominciarono a diffondersi voci di torture su Gesja Meerovna. In realtà, come scrisse Gerke in una lettera a Pleve del 10 luglio 1881, la Gel'fman, che aveva incontrato per un'ora in presenza di due capitani di polizia e di un corrispondente del Golos (la Voce), non denunciava molestie subite, ma lamentava il totale isolamento in cui era tenuta e il regime alimentare, cattivo e insufficiente. Gerke informa che la sua assistita, rispetto a due mesi prima, «non ha la forza di reggersi in piedi, è divenuta anemica, le labbra sono completamente esangui, ha il respiro corto e affannoso, parla e ragiona come se fosse molto stanca o stesse rimettendosi da una malattia».

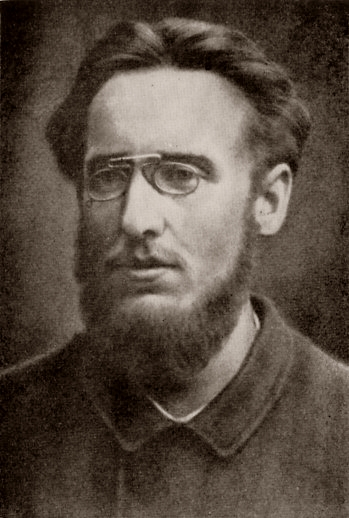
Ljudvik Varyn'skij

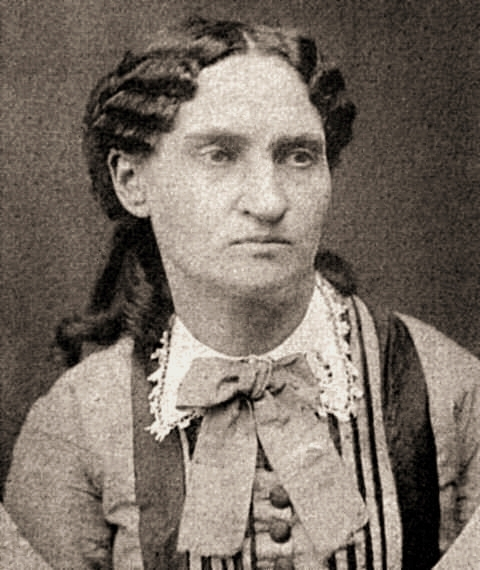
Paule Mink

All'estero le indiscrezioni sullo stato di salute di Gesja fecero scattare una campagna di solidarietà nei suoi confronti. In Francia, Henri Rochefort sul suo giornale, L'intransigeant, incitò «tutte le madri che amano i loro figli e tutti i figli che amano le loro madri» a indire «massicce proteste contro il soffocamento della madre che è stata condannata e del figlio che non è stato condannato». A Parigi, più di quattromila persone si raccolsero al circo Fernando, dove il generale della Comune, Émile Eudes, tenne un caloroso discorso in difesa della Gel'fman, e fu letto un appassionato telegramma dell'esponente socialista polacco Ljudvik Varyn'skij (1856-1889), che avrebbe concluso i suoi giorni nella fortezza di Šlissel'burg e che dall'esilio ginevrino mandava a dire: «Il figlio, l'erede, ha superato il padre. Cinque patiboli impallidiscono al confronto del martirio di una donna incinta, Gesja Gel'fman [...] Che sia maledetto il padre, e che sia maledetto pure il figlio!». A Marsiglia, si svolse una manifestazione davanti al consolato russo, con la partecipazione di circa duemila persone, guidata da Paule Mink, e una gremita dimostrazione a favore degli «eroi» di Narodnaja volja si ebbe a Saint-Étienne. Pëtr Kropotkin, da Ginevra, scrisse il 17 aprile a Lavrov, che era a Parigi, di coinvolgere Victor Hugo nell'opera d'incitamento dell'opinione pubblica contro lo zar, ma poi venne lui stesso in Francia e l'autore de I miserabili scrisse una lettera aperta al governo russo in cui chiedeva il perdono per Gesja. Anche a Londra e a Bruxelles ci furono manifestazioni di sostegno per la Gel'fman, e nell'allora comune genovese di Sampierdarena, ottocentocinquanta donne firmarono una petizione indirizzata alla zarina Marija Fëdorovna, nella quale chiedevano clemenza per la prigioniera.
La protesta in Europa sortì il temporaneo effetto di convincere Alessandro III a commutare la pena di morte della Gel'fman nella servitù perpetua. L'atto fu firmato il 14 luglio.

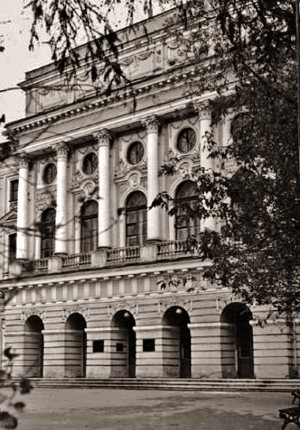
L'Ospizio degli Innocenti

Il 27 agosto, con l'inizio dell'ottavo mese di gravidanza, Gesja fu trasferita nella Casa di detenzione preventiva. Ad assisterla durante il parto non sarebbe stato il personale sanitario della prigione, ma un medico, che aveva lavorato per la famiglia imperiale, e la sua ostetrica, secondo un'inedita — e mai più reiterata in futuro — delibera della corte. Per questo incarico al dottor Balandin e alla collaboratrice, il tribunale aveva destinato trecento rubli, che tuttavia il medico, insoddisfatto per l'irrisorio compenso e sapendo di essere agli ordini dello zar, rimandò indietro con l'appunto che erano appena sufficienti a rimunerare la levatrice.
Il 24 ottobre Gesja partorì una bambina sana, ma il dottor Balandin non mise (forse di proposito) i punti al peritoneo che s'era strappato, affermando che la ferita si sarebbe risanata da sé. Il 6 febbraio, di notte, la bambina che Gesja aveva allattato le fu sottratta e portata all'Ospizio degli Innocenti, l'orfanotrofio di San Pietroburgo, dove fu registrata come figlia di genitori ignoti, e con il numero A-824 al posto del nome.
Una settimana più tardi, nella notte tra il 12 e il 13 febbraio, Gesja spirava dopo lunga agonia. La commissione medica, che esaminò il suo corpo quello stesso giorno, in serata, scrisse nel certificato di morte che il decesso era sopravvenuto per la mancata cicatrizzazione del peritoneo, quasi completamente laceratosi durante il travaglio. Inoltre, vi si dice che in occasione del primo ciclo mestruale dopo il parto, il 6 dicembre, il peritoneo parietale aveva sviluppato un'infiammazione che s'era intensificata alla comparsa del secondo ciclo, il 29 gennaio, quando divenne generale e purulenta.
La bambina senza nome di Gesja Gel'fman morì meno di un anno dopo in orfanotrofio per cause non specificate. Una richiesta di affido da parte dei genitori di Kolodkevič, il padre della bimba che soccomberà allo scorbuto il 4 agosto 1884, era stata rifiutata.